# Земля (фильм, 1998)
«Земля́» (хинди अर्थ, англ. Earth) — фильм индийского режиссёра Дипы Мехты, снятый в 1998 году. Рассказ девочки Ленни о судьбе её няни, Шанты. Фильм является частью трилогии Мехты «Элементы», в которую также входят картины «Огонь» (1996) и «Вода» (2005).

## Сюжет
Действие происходит в Лахоре незадолго и в процессе раздела Британской Индии в 1947 году.
История рассказывается от лица восьмилетней девочки Ленни из богатой семьи парсов. Вместе с няней-индусской Шантой часто проводят время в парке в компании мусульман, индусов, сикхов. В няню влюблены мороженщик Дил и посыльный Хасан, оба мусульмане.
Постепенно трения между мусульманами, индусами и сикхами нарастают, вокруг происходят погромы и убийства на религиозной почве. Многие спасаются бегством или переходом в другую религию.
Сестёр Дила убивают вместе с другими пассажирами поезда из Гурдаспура.
Шанта отказывается выходить замуж за него и выбирает Хасана. Они собираются в Амритсар, и Хасан планирует принять индуизм.
Но их планам не суждено сбыться. Хасана с перерезанным горлом находят во дворе дома Ленни. Потом туда врывается толпа мусульман и требует выдать Шанту. Слуги говорят, что её тут нет, но Дил обманом узнает правду от Ленни. Шанту увозят, она осталась жива, но о её дальнейшей судьбе Ленни точно ничего неизвестно.

## Награды
Фильм был выбран, чтобы представлять Индию на премии «Оскар», но не попал в шорт-лист номинации.
Filmfare Awards
- Filmfare Award за лучшую дебютную мужскую роль — Рахул Кханна
- Filmfare Award за лучшую дебютную мужскую роль — Нандита Дас